# Regionalliga Nord (1994-2008)
Ne pas confondre la Regionalliga Nord qui fut une ligue au niveau 2 entre 1963 et 1974 et la Regionalliga Nord qui se joue depuis la saison 2008-2009 au niveau 4 du football allemand
La Regionalliga Nord (traduction: Ligue régionale Nord) fut une ligue allemande de football.
De 1994 à 2008, fut placée au 3e niveau (donc équivalent Division 3) de la hiérarchie du football allemande.
À partir de la saison 2008-2009, à la suite de l'instauration de la 3. Liga, cette ligue devint la Regionalliga Nord, une compétition de niveau 4.

## Histoire
À la suite de la réunification allemande de 1990, la DFB vit revenir un grand nombre de clubs de l'ex-RDA.
Afin d'intégrer toutes ces équipes dans sa hiérarchie, la Fédération allemande procéda par étapes. L'une d'elles fut la réorganisation du 3e niveau occupé depuis 1978 par les Oberligen (1974 pour les régions "Nord" et "Berlin").

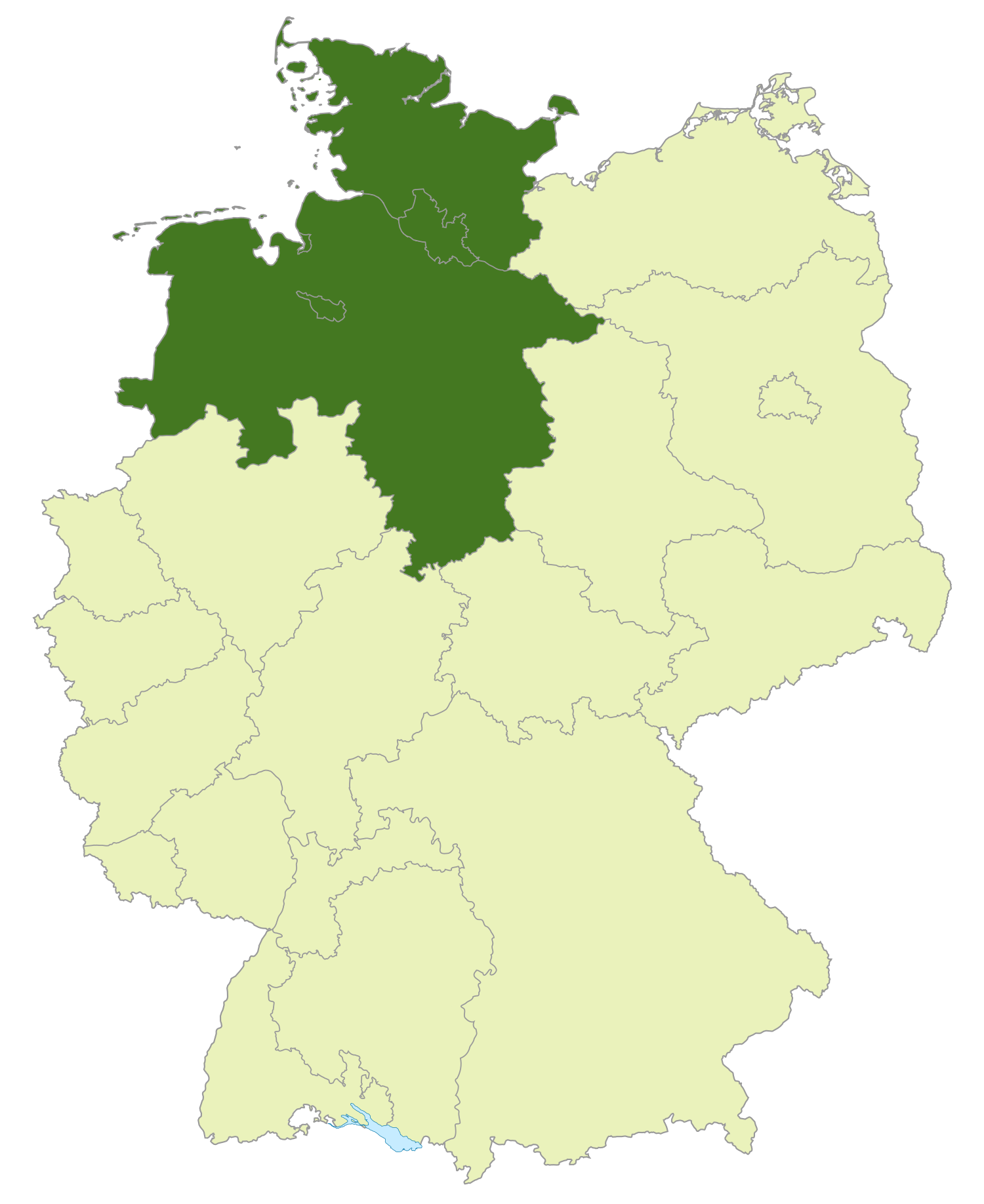
La Regionalliga "Nord" de 1994 à 2000

À partir de la saison "1994-1995", le 3e étage de la pyramide devint la Regionalliga. Elle fut initialement partagée en quatre séries (Nord, Ouest/Sud-Ouest, Sud et Nord-Est). Et, hiérarchiquempent, elle se situa donc entre la 2. Bundesliga et les Oberligen.
Entre la saison 1994-1995 et la saison "1999-2000", la ligue regroupa les équipes localisées dans les Länders et/ou villes libres de:
- Basse-Saxe
- Schleswig-Holstein
- Brême
- Hambourg.

### De 4 à deux séries
À partir de 2000, la DFB ramena la Regionalliga de 4 à 2 séries (Nord et Sud).
La Regionalliga Nord vit alors s'ajouter les équipes des Länders de:
- Brandebourg
- Mecklembourg-Poméranie-Occidentale
- Saxe
- Saxe-Anhalt
- Berlin
- Thuringe (à partir de 2004)

(entre 1994 et 2000, les équipes de ces Länders firent partie de la Regionalliga Nordost).
La Regionalliga Nord engloba aussi les équipes du Land de:
- Rhénanie-du-Nord-Westphalie (entre 1994 et 2000, les équipes de ce Land firent partie de Regionalliga West-Südwest)

## Promotion / Relégation

### Montée
Le principe de montée connut trois structures différentes.
1- Lors de la première saison, en "1994-1995", le champion de la Regionalliga Nord fut directement promu en 2. Bundesliga.
2- Ensuite, De la saison "1995-1996" à la saison "1999-2000", le champion de la Regionalliga Nord disputa un barrage contre le champion de la Regionalliga Nordost pour désigner quel club serait promu en 2. Bundesliga.
3- À partir de la saison "2000-2001", le champion et le vice-champion de la Regionalliga Nord furent promus directement en 2. Bundesliga.

### Descente
Les clubs relégués descendirent dans la série "Oberliga" qui les concernaient. Celle-ci pouvait être l'une des séries suivantes : 
- Oberliga Hamburg/Schleswig-Holstein (de 1994 à 2004)
- Oberliga Bremen/Niedersachsen (de 1994 à 2004)
- Oberliga Nord (de 2004 à 2008)

- Oberliga Nordrhein (de 2001 à 2008)
- Oberliga Westfalia (de 2001 à 2008)

- Oberliga Nordost Nord (de 2001 à 2008)
- Oberliga Nordost Süd (de 2001 à 2008)

## Palmarès
Les case vertes et lettres grasses indiquent les clubs qui furent promus en 2. Bundesliga.
| Année | Champion            | Vice-champion        |
| ----- | ------------------- | -------------------- |
| 1995  | VfB Lübeck          | VfL Osnabrück        |
| 1996  | VfB Oldenburg       | Eintracht Brunswick  |
| 1997  | Hannover 96         | Eintracht Brunswick  |
| 1998  | Hannover 96         | Eintracht Brunswick  |
| 1999  | VfL Osnabrück       | VfB Lübeck           |
| 2000  | VfL Osnabrück       | VfB Lübeck           |
| 2001  | 1. FC Union Berlin  | SV Babelsberg 03     |
| 2002  | VfB Lübeck          | Eintracht Brunswick  |
| 2003  | FC Erzgebirge Aue   | VfL Osnabrück        |
| 2004  | Rot-Weiss Essen     | 1. FC Dynamo Dresde  |
| 2005  | Eintracht Brunswick | SC Paderborn 07      |
| 2006  | Rot-Weiss Essen     | FC Carl Zeiss Jena   |
| 2007  | FC St. Pauli        | VfL Osnabrück        |
| 2008  | Rot Weiss Ahlen     | Rot-Weiss Oberhausen |